# Fakószemű feketecsiröge
A fakószemű feketecsiröge (Agelasticus xanthophthalmus) a madarak osztályának verébalakúak (Passeriformes) rendjébe, azon belül a csirögefélék (Icteridae) családjába tartozó faj.
Magyar neve forrással nincs megerősítve.

## Rendszerezése
A fajt Lester L. Short amerikai ornitológus írta le 1969-ben, az Agelaius nembe Agelaius xanthophthalmus néven.

## Előfordulása
Dél-Amerika nyugati részén, Ecuador és Peru területén honos. A természetes élőhelye édesvizű folyók, patakok és mocsarak környéke. Állandó, nem vonuló faj.

## Megjelenése
A hím átlagos testhossza 20,5 centiméter, testtömege 43 gramm, a tojó kisebb, 18 centiméter.

## Életmódja
Rovarokkal és magvakkal táplálkozik.